# Camerata Salzburg
Camerata Salzburg is een kamerorkest uit het Oostenrijkse Salzburg. Het werd opgericht in 1952.

## Biografie
Camerata Salzburg heeft een sterke band met het Mozarteum, een hogeonderwijsinstelling in Salzburg. Aanvankelijk heetten ze Camerata Academica des Mozarteum Salzburg en vervolgens Camerata Academica Salzburg. Toen het in 1952 werd opgericht door dirigent Bernhard Paumgartner, was het hun artistieke credo om "onafhankelijk muziek te maken met een gemeenschapsgevoel". Reeds van bij aanvang werd het kamerorkest zowel door dirigenten als door solisten of door de concertmeester geleid.
Naast het werk van Joseph Haydn, Ludwig van Beethoven en Franz Schubert ligt hun focus uiteraard op het werk van Wolfgang Amadeus Mozart, die ook afkomstig was uit Salzburg. Camerata Salzburg is cultureel ambassadeur en internationaal boegbeeld voor de Mozartstad Salzburg.
Na de dood van Paumgartner in 1971 werd Antonio Janigro chef-dirigent van het orkest. Hij deed dat slechts drie jaar lang. In 1978 kwam er een nieuwe chef-dirigent: Sándor Végh. Net zoals Paumgartner had Végh een grote invloed op de ontwikkeling van het geluid van het orkest. Na diens dood in 1997 werd Sir Roger Norrington chef-dirigent. In 2007 nam violist Leonidas Kavakos het van Norrington over. Maar in 2009 kondigde Kavakos zijn vroegtijdige ontslag aan, na meningsverschillen met het orkest. De Franse dirigent Louis Langrée volgde hem op in 2011. Hij stopte er mee in 2017, ook na meningsverschillen. Sindsdien houden de muzikanten van Camerata Salzburg de artistieke leiding in eigen hand. Onder leiding van concertmeester Gregory Ahss, als primus inter pares, zoeken de musici samen naar interpretatie, volume, ritme, subtiliteiten en klank.
Camerata Salzburg is een van de vaste ensembles van Salzburger Festspiele en Salzburger Mozartwoche. Ze spelen ook regelmatig concerten in Stiftung Mozarteum. Met 'Schubert in Gastein' organiseert het orkest een eigen kamermuziekfestival in Bad Gastein. Ze hebben ook opgetreden op Lucerne Festival, BBC Proms in Londen, Edinburgh Festival, Carinthischer Sommer en Haydn-Festspiele Eisenstadt.
Daarnaast geeft Camerata Salzburg regelmatig concerten in het Wiener Konzerthaus, Elbphilharmonie Hamburg, Konzerthaus Berlin, Festspielhaus Baden-Baden en Bregenzer Festspielhaus. Ze speelden ook in Carnegie Hall in New York, Tonhalle Zürich, Alte Oper Frankfurt, Kultur- und Kongresszentrum Luzern en Prinzregententheater München. In 2019 speelden ze met pianist en dirigent Alexander Lonquich in deSingel in Antwerpen en Concertgebouw Brugge. Ze werkten ook regelmatig met Kölner Philharmonie en Philharmonie de Paris.
Ze speelden met solisten als Géza Anda, András Schiff, Clara Haskil, Aurèle Nicolet, Wolfgang Schneiderhan, Renaud Capuçon, François Leleux, Fazıl Say, Alfred Brendel, Anne-Sophie Mutter, Teodor Currentzis, Yuja Wang, Hélène Grimaud, Hilary Hahn, Patricia Kopatsjinskaja, Julian Rachlin, Daniel Hope, Benjamin Schmid, Joshua Bell, Thomas Zehetmair, Veronika Hagen, Mitsuko Uchida, Elisabeth Leonskaja, Claire-Marie Le Guay, Yu Kosuge, Oleg Maisenberg, Till Fellner, Stefan Vladar, Patrick Demenga en François Leleux. Onder de zangers en zangeressen waarmee ze werkten, treffen we namen als Dietrich Fischer-Dieskau, Matthias Goerne, René Jacobs, Genia Kühmeier, Vesselina Kasarova, Christiane Oelze en Elina Garanca.
Ze werkten ook met gastdirigenten, waaronder Andrew Manze, Lionel Bringuier, Heinz Holliger, Christoph Eschenbach, Philippe Herreweghe, Franz Welser-Möst, Peter Ruzicka, Pinchas Zukerman, Augustin Dumay, Murray Perahia, Olli Mustonen, Candida Thompson en Heinrich Schiff.

## Chef-dirigenten
- 1952-1971: Bernhard Paumgartner
- 1971-1974: Antonio Janigro
- 1978-1997: Sándor Végh
- 1997-2006: Sir Roger Norrington
- 2007-2009: Leonidas Kavakos
- 2011-2017: Louis Langrée

## Onderscheidingen
- Europäischer Kulturpreis 1999 in de categorie kamermuziek.